# Großer Preis von Monza 1964

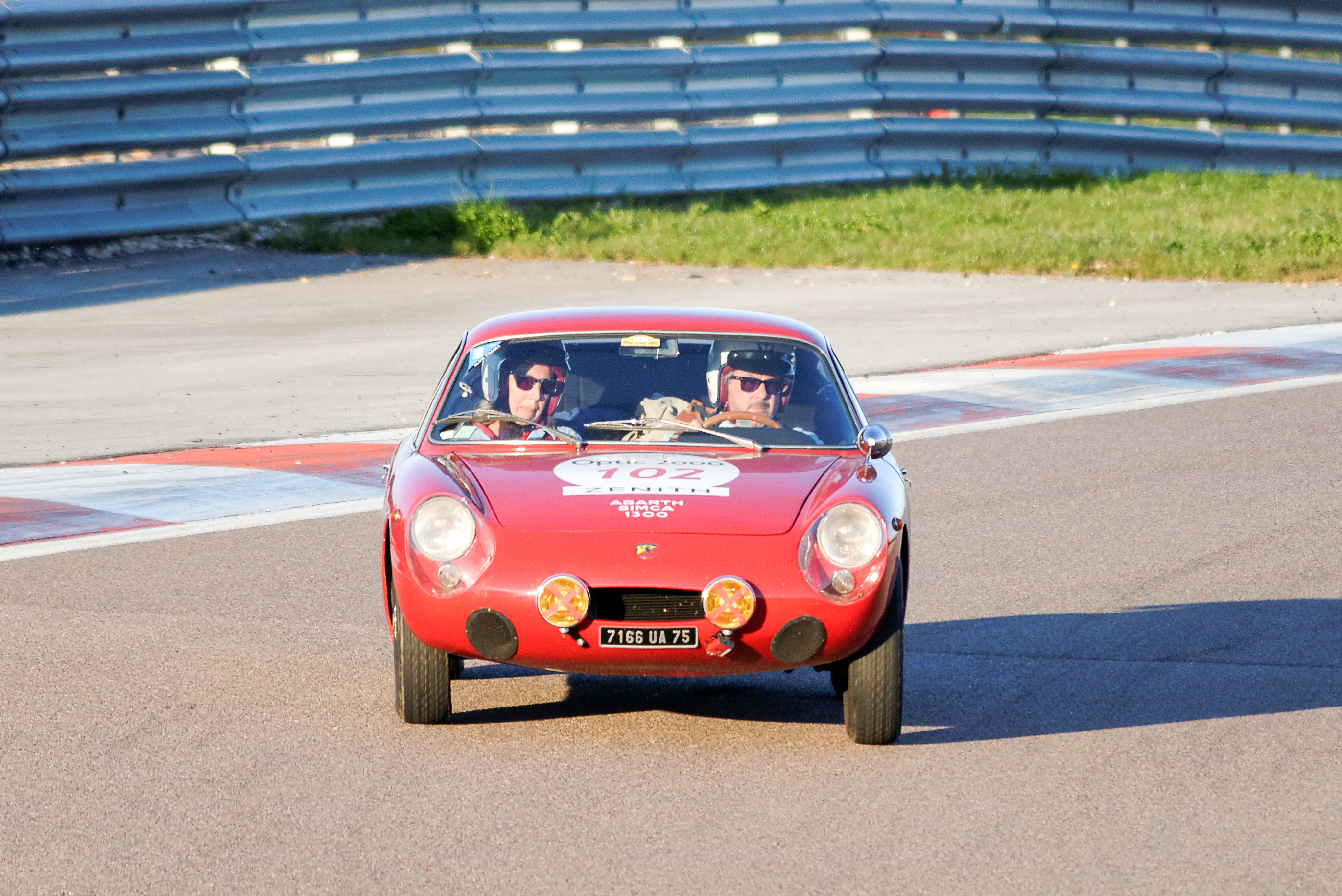
Abarth-Simca 1300 Bialbero

Der Große Preis von Monza 1964, auch GP GT di Monza, fand am 3. Mai auf dem Autodromo Nazionale Monza statt und war der vierte Wertungslauf der Sportwagen-Weltmeisterschaft jenes Jahres.

## Das Rennen
Der Große Preis von Monza wurde 1964 für GT-Fahrzeuge ausgeschrieben und war ein 3-Stunden-Rennen ohne Fahrerwechsel (bis auf eine Ausnahme). Vor dem Rennen kam zum Streit zwischen einigen Abarth-Privatfahrern und dem Veranstalter. Sie beschwerten sich gegen die aus ihrer Sicht bevorzugte Behandlung der drei Werkswagen. Abarth hatte die Werks-Abarth-Simca 1300 Bialbero adaptiert und technisch verbessert. Verbesserungen, die die Privatfahrer nicht hatten. Da die Verbesserungen im Rahmen des Reglements stattfanden, wurden die Proteste der Privatfahrer abgewiesen. Daraufhin verzichteten sieben Abarth-Fahrer auf ein Antreten.
Das Rennen endete wenig überraschend mit einem Dreifachsieg der Werkswagen. Franco Patria hatte im Ziel eine Runde Vorsprung auf seine Teamkollegen Hans Herrmann und Tommy Spychiger.

## Ergebnisse

### Schlussklassement
| 1               | GT 1.3 | 19 | Abarth               | Franco Patria                   | Abarth-Simca 1300 Bialbero | 90 |
| 2               | GT 1.3 | 21 | Abarth               | Hans Herrmann                   | Abarth-Simca 1300 Bialbero | 89 |
| 3               | GT 1.3 | 20 | Abarth               | Tommy Spychiger                 | Abarth-Simca 1300 Bialbero | 89 |
| 4               | GT 1.3 | 15 |                      | Pierre de Siebenthal            | Lotus Elite                | 86 |
| 5               | GT 1.0 | 4  |                      | Anzio Zucchi                    | Fiat-Abarth 1000           | 86 |
| 6               | GT 1.0 | 3  |                      | Giovanni Pessina                | Fiat-Abarth 1000           | 84 |
| 7               | GT 1.3 | 26 |                      | Giancarlo Giraudi Gianni Varese | Abarth-Simca 1300 Bialbero | 83 |
| 8               | GT 1.0 | 6  |                      | Mariano Moselli                 | Fiat-Abarth 1000           | 63 |
| Ausgefallen     |        |    |                      |                                 |                            |    |
| 9               | GT 1.3 | 11 |                      | Oddone Sigala                   | Abarth-Simca 1300 Bialbero | 49 |
| 10              | GT 1.3 | 9  | Wicky Racing Team    | Denis Borel                     | Abarth-Simca 1300 Bialbero | 32 |
| 11              | GT 1.0 | 5  |                      | Benedetto Guarini               | Fiat-Abarth 1000           | 9  |
| Nicht gestartet |        |    |                      |                                 |                            |    |
| 12              | GT 1.0 | 1  | Scuderia Filipinetti | André Knörr                     | Fiat-Abarth 1000 Bialbero  | 1  |
| 13              | GT 1.0 | 2  |                      | Giuseppe Romano Perdomi         | Fiat-Abarth 1000           | 2  |
| 14              | GT 1.0 | 4  |                      | Bruno Bonini                    | Fiat-Abarth 1000           | 3  |
| 15              | GT 1.3 | 8  |                      | Secondo Ridolfi                 | Abarth-Simca 1300 Bialbero | 4  |
| 16              | GT 1.3 | 10 |                      | Giampiero Biscaldi              | Abarth-Simca 1300 Bialbero | 5  |
| 17              | GT 1.3 | 14 |                      | Giuseppe Dalla Torre            | Abarth-Simca 1300 Bialbero | 6  |
| 18              | GT 1.3 | 18 |                      | Ildefonso Torriani              | Alfa Romeo Giulietta SZ    | 7  |
| 19              | GT 1.3 | 22 |                      | Alberto Luti                    | Abarth-Simca 1300 Bialbero | 8  |
| 20              | GT 1.3 | 27 |                      | Guido Rava                      | Abarth-Simca 1300 Bialbero | 9  |
| 21              | GT 1.3 | 28 |                      | Giorgio Pianta                  | Abarth-Simca 1300 Bialbero | 10 |
| 22              | GT 1.3 | 32 |                      | Erasmo Andreini                 | Abarth-Simca 1300 Bialbero | 11 |

1 nicht gestartet
2 nicht gestartet
3 nicht gestartet
4 nicht gestartet
5 nach Protest zurückgezogen
6 nach Protest zurückgezogen
7 nicht gestartet
8 nach Protest zurückgezogen
9 nach Protest zurückgezogen
10 nicht gestartet
11 nach Protest zurückgezogen

### Nur in der Meldeliste
Hier finden sich Teams, Fahrer und Fahrzeuge, die ursprünglich für das Rennen gemeldet waren, aber aus den unterschiedlichsten Gründen daran nicht teilnahmen.
| Pos. | Klasse | Nr. | Team | Fahrer               | Chassis                    |
| ---- | ------ | --- | ---- | -------------------- | -------------------------- |
| 23   | GT 1.3 | 12  |      | Suomi La Valle       | Fairthorpe Electron        |
| 24   | GT 1.3 | 16  |      | Guido Nicolai        | Abarth-Simca 1300 Bialbero |
| 25   | GT 1.3 | 23  |      | Mario Regis          | Lancia Appia               |
| 26   | GT 1.3 | 24  |      | Francesco Fiorentino | Lancia Appia               |
| 27   | GT 1.3 | 25  |      | Angelo Giliberti     | Abarth-Simca 1300 Bialbero |
| 28   | GT 1.3 | 29  |      | “Battipaglia”        | Lancia Appia               |
| 29   | GT 1.3 | 30  |      | Girolamo Capra       | Alfa Romeo Giulietta       |
| 30   | GT 1.3 | 31  |      | Carlo Facetti        | Abarth-Simca 1300 Bialbero |

### Klassensieger
| Klasse | Fahrer        | Fahrzeug                   | Platzierung im Gesamtklassement |
| ------ | ------------- | -------------------------- | ------------------------------- |
| GT 1.3 | Franco Patria | Abarth-Simca 1300 Bialbero | Gesamtsieg                      |
| GT 1.0 | Anzio Zucchi  | Fiat-Abarth 1000           | Rang 5                          |

### Renndaten
- Gemeldet: 30
- Gestartet: 11
- Gewertet: 8
- Rennklassen: 2
- Zuschauer: unbekannt
- Wetter am Renntag: warm und trocken
- Streckenlänge: 5,750 km
- Fahrzeit des Siegerteams: 3:00:00,000 Stunden
- Gesamtrunden des Siegerteams: 90
- Gesamtdistanz des Siegerteams: 514,889 km
- Siegerschnitt: 171,630 km/h
- Schnellste Trainingszeit: unbekannt
- Schnellste Rennrunde: Franco Patria – Abarth-Simca 1300 Bialbero (#19) – 1:57,400 = 176,320 km/h
- Rennserie: 4. Lauf zur Sportwagen-Weltmeisterschaft 1964